# Francisco de Saucedo (militar)
Francisco de Saucedo (Medina de Rioseco, Corona de Castilla ¿? - México-Tenochtitlan, 30 de junio de 1520) fue un conquistador español que participó en la conquista de México bajo las órdenes de Hernán Cortés. Procedente de una de las villas comerciales más importantes de Castilla, había trabajado para la poderosa familia Enríquez. Fue capitán de una de las once embarcaciones que salieron de la isla de Cuba con destino a la isla de Cozumel el 10 de febrero de 1519. Murió el 30 de junio de 1520 en el episodio conocido como la Noche Triste cuando los conquistadores españoles tuvieron que abandonar la ciudad de México-Tenochtitlan.